# Valeriana robertianifolia
Valeriana robertianifolia är en kaprifolväxtart som beskrevs av Briquet. Valeriana robertianifolia ingår i släktet vänderötter, och familjen kaprifolväxter. Inga underarter finns listade i Catalogue of Life.